# (172315) Changqiaoxiaoxue
(172315) Changqiaoxiaoxue est un astéroïde de la ceinture principale.

## Description
(172315) Changqiaoxiaoxue est un astéroïde de la ceinture principale. Il fut découvert le 15 octobre 2002 à l'observatoire Palomar par le programme NEAT. Il présente une orbite caractérisée par un demi-grand axe de 2,73 UA, une excentricité de 0,07 et une inclinaison de 15,3° par rapport à l'écliptique.

## Compléments